# Asier Illarramendi
Asier Illarramendi Andonegi (* 8. března 1990 Mutriku), známý i pod přezdívkou Illarra, je španělský profesionální fotbalista baskického původu, který hraje na pozici středního záložníka za americký klub FC Dallas. V roce 2017 odehrál také 3 utkání v dresu španělské reprezentace, v nichž vstřelil 1 branku.

## Klubová kariéra
Illarramendi je odchovancem klubu Real Sociedad z Baskicka. V červenci 2013 jej za 32,2 milionu eur koupil Real Madrid. Ligový titul v sezóně 2013/14 sice nezískal (vyhrálo jej Atlético Madrid), ale stal se vítězem Ligy mistrů UEFA po finálové výhře 4:1 po prodloužení v derby právě nad Atléticem Madrid. Rovněž vyhrál s Realem Copa del Rey 2013/14 (španělský pohár).
V srpnu 2015 přestoupil do klubu Real Sociedad, kde začínal s profesionální kariérou.

## Reprezentační kariéra
Illarramendi reprezentantoval Španělsko v mládežnických kategoriích. Zúčastnil se Mistrovství světa hráčů do 17 let 2007 v Jižní Koreji, kde mladí Španělé podlehli ve finále Nigérii v penaltovém rozstřelu 0:3. Illarramendi neproměnil jednu z penalt.
Také reprezentoval na Mistrovství Evropy hráčů do 21 let v Izraeli, kde Španělé získali zlaté medaile po finálové výhře 4:2 nad rovesníky z Itálie. Na turnaji byl vybrán do All-Star týmu šampionátu.